# 복계역
복계역(福溪驛)은 강원도 평강군에 있는 강원선의 철도역이다. 대한민국이 한국 전쟁해서 북진했을때인 1950년 11월 남한측의 운행이 있었던 최북단 역이다.